# Man Is the Bastard
Man Is the Bastard est un groupe de punk hardcore américain, originaire de Claremont, en Californie. Le groupe existe entre 1990 et 1997, publiant en particulier splits vinyles, EP, et albums sur différents labels à l'international. En 1997, le groupe se sépare alors que les membres se consacrent à d'autres projets comme le groupe Bastard Noise, qui devait être un projet parallèle lié à Man Is the Bastard. Ils sont considérés comme pionniers du mouvement powerviolence des années 1990.

## Style musical
Man Is the Bastard est catégorisé dans les genres powerviolence (un terme crédité par Matt Domino, membre du groupe Pissed Happy Children),, punk hardcore, noise rock, et sludge metal. Le groupe est connu pour son usage excessif de bruits, et vont encore plus loin avec le projet parallèle Bastard Noise. L'idée d'incorporer du bruit émane de Henry Barnes, technicien du groupe. Barnes lancera ses propres instruments électroniques grâce au scratch. Man Is the Bastard est fidèlement lo-fi en matière de production.

## Postérité
Le groupe est désormais considéré comme l'un des piliers du mouvement powerviolence californien. Le bassiste de Spazz et opérateur de Slap-a-Ham Records Chris Dodge considère le groupe « unique ». Le groupe folk indie Andrew Jackson Jihad cite le groupe sur son morceau Do Re and Me de l'album Christmas Island (2014).

## Membres

### Membres originaux
- Eric Wood - chant, basse
- Joel Connell - batterie
- Henry Barnes - guitare, électronique
- Aaron Kenyon - chant, basse

### Autres membres
- Bill Nelson - électronique
- Andrew Beattie - chant
- Israel Lawrence - chant, électronique